# گوادالوپ مارتینز د بخارانو
گوادالوپ مارتینز د بخارانو قاتل زنجیره‌ای اهل مکزیک بود که در اواخر قرن نوزدهم به اتهام قتل و شکنجه سه دختر به زندان افتاد. جراید آن زمان مکزیک به او لقب بخارانوی مهیب یا مأمور اعدام زنان داده بودند. وی به مدت پنج سال برای قتل اول در سال ۱۸۸۷ زندانی شد و بعد از آن به ده سال و هشت ماه زندان به دلیل دو قتل دیگر در سال ۱۸۹۲ محکوم شد. او در زندان بلن در شهر مکزیکو سیتی توسط مرگ طبیعی درگذشت.
بخارانو به همراه فلیپه اسپینوزا، فرانسیسکو گوئررو و رودولفو فیه‌ررو جزو اولین قاتلین زنجیره‌ای ثبت شده در تاریخ مکزیک است.